# 660. grenadirski polk (Wehrmacht)
660. grenadirski polk (izvirno nemško 660. Grenadier-Regiment; kratica 660. GR) je bil pehotni polk Heera v času druge svetovne vojne.

## Zgodovina
Polk je bil ustanovljen 9. marca 1945 na Danskem in dodeljen 166. pehotni diviziji.